# Phytocordyceps
Phytocordyceps är ett släkte av svampar. Phytocordyceps ingår i familjen Cordycipitaceae, ordningen köttkärnsvampar, klassen Sordariomycetes, divisionen sporsäcksvampar och riket svampar.
|                | Gibellula                                      |
|                |                                                |
|                | Beauveria                                      |
|                |                                                |
|                | Isaria                                         |
|                |                                                |
|                | Cordyceps                                      |
|                |                                                |
|                | Torrubiella                                    |
|                |                                                |
|                | Akanthomyces                                   |
|                |                                                |
|                | Engyodontium                                   |
|                |                                                |
|                | Lecanicillium                                  |
|                |                                                |
|                | Simplicillium                                  |
|                |                                                |
|                | Hyperdermium                                   |
|                |                                                |
|                | Rotiferophthora                                |
|                |                                                |
|                | Pseudogibellula                                |
|                |                                                |
|                | Ascopolyporus                                  |
|                |                                                |
|                | Microhilum                                     |
|                |                                                |
|                | Neocordyceps                                   |
|                |                                                |
| Phytocordyceps | \| \| Phytocordyceps ninchukispora \| \| \| \| |
|                | \| \| Phytocordyceps ninchukispora \| \| \| \| |
|                | Phytocordyceps ninchukispora                   |
|                |                                                |

|  | Phytocordyceps ninchukispora |
|  |                              |